# Tatia Rosenthal
Tatia Rosenthal (Tel Aviv, Israel, 4 de abril de 1971) es una animadora y directora de películas. Sirvió dos años en la Fuerza de Defensa israelí, luego estudió en la escuela médica y de fotografía en París, antes de irse a Nueva York para atender el Tisch School of the Arts en la Universidad de Nueva York. Frecuentemente colabora con el escritor israelí Etgar Keret.
Cuando era estudiante en Nueva York crea el cortometraje Crazy Glue (1998), el cual está basado en una historia de Etgar Keret. En 2005 dirige A Buck's Worth, una cortometraje en stop-motion basado en otra historia de Keret. A Buck's Worth fue utilizado como prueba de concepto para el largometraje $9.99. Recibe el reconocimiento del premio Annie por dirigir $9.99.